# Куба (пароход, 1845)
«Куба» — колёсный пароход Каспийской флотилии Российской империи.

## Описание парохода
Колёсный пароход с железным корпусом. Длина парохода составляла 43,59 метра, ширина с обшивкой — 7,6 метра, а глубина интрюма — 3,2 метра. На пароходе была установлена паровая машина мощностью 100 лошадиных сил и два бортовых гребных колеса, также судно несло парусное вооружение. В некоторых источниках упоминается как шхуна, судя по всему из-за парусного вооружения шхуны.

## История службы
Колёсный пароход «Куба» заложен в Англии в 1844 году. В том же году в составе отряда из 12 судов под командованием лейтенанта Н. А. Аркаса по внутренним водным путям по маршруту Санкт-Петербург — Нева — Ладожское озеро — Вытегра — Мариинский канал — Ковжа — Белое озеро — Шексна — Волга в разобранном виде был доставлен в Астрахань. В следующем году под надзором капитан-лейтенанта Н. А. Аркаса был собран, спущен на воду и в октябре вошёл в состав Каспийской флотилии России.
Совместно с «Тарки» и «Ленкоранью» был в числе первых пароходов, открывших пароходство на Каспийском море в 1845 году. Так, например, в течение 1849 года 3 парохода совершили 13 коммерческих рейсов, во время которых перевезли в общей сложности 25 300 пудов товаров. По результатам эксплуатации пароходов в качестве коммерческих судов за пять лет, с 1846 по 1851 год, стоимость их содержания превысила доходы от коммерческих рейсов. Однако после начала эксплуатации морских пароходов существенно увеличились таможенные сборы, в связи с чем общие поступления в казну оказались выше расходов на содержание этих судов.
С 1845 по 1847 год пароход выходил в плавания в Каспийское море, в том числе в 1846 году ходил к берегам Персии. В 1848 году совершал плавания между портами Каспийского моря.
В 1849, 1853 и 1854 годах состоял на почтовом сообщении между каспийскими портами.
В 1856 году совершал плавания между портами Каспийского моря.
14 (26) сентября 1857 года разбился и затонул в Апшеронском проливе у мыса Шоулан. Погибшим при крушении парохода «Куба» морякам, над их братской могилой, был установлен памятник.
В 1858 году затонувший пароход «Куба» был поднят. Железо, оставшееся от него, по разрешению управляющего Морским министерством, было употреблено, для сокращения расходов, на строительство устраиваемого Бакинского военного порта, начатое в том же 1858 году.

## Командиры парохода
Командирами парохода «Куба» в составе Российского императорского флота в разное время служили:
- лейтенант Л. А. фон-Вендриг (1845—1849 годы)[7][16];
- лейтенант, а с 1853 года капитан-лейтенант И. М. Жеребцов (1849—1856 годы)[комм. 6][17][18][19];
- лейтенант Н. П. Поскочин (1856—1857 годы)[20][21].